# سوفی هیچون
سوفی هیچون (انگلیسی: Sophie Hitchon؛ زادهٔ ۱۱ ژوئیهٔ ۱۹۹۱) پرتاب‌گر چکش اهل بریتانیا است.